# Cambodia Badminton Federation
Die Cambodia Badminton Federation ist die oberste nationale administrative Organisation in der Sportart Badminton in Kambodscha. 

## Geschichte
Die Gründung erfolgte 1958. Im Dezember 1959 wurde sie Mitglied im Weltverband IBF. Der Verband wurde kurz darauf auch Mitglied im kontinentalen Dachverband Badminton Asia Confederation, damals noch unter dem Namen Asian Badminton Confederation firmierend. Nationale Meisterschaften werden seit 1958 ausgetragen. Sitz des Verbandes ist Phnom Penh. Er gehört dem Nationalen Olympischen Komitee an.

## Bedeutende Veranstaltungen, Turniere und Ligen
- Einzelmeisterschaften

## Bedeutende Persönlichkeiten
- Khou-You Heng, ehemaliger Präsident
- Khiou Bonthonn, ehemaliger Präsident